# Chevêche des terriers
 (décembre 2023).
Si vous disposez d'ouvrages ou d'articles de référence ou si vous connaissez des sites web de qualité traitant du thème abordé ici, merci de compléter l'article en donnant les références utiles à sa vérifiabilité et en les liant à la section « Notes et références ».
Athene cunicularia
Espèce
Statut de conservation UICN

 LC  : Préoccupation mineure
Statut CITES
La Chevêche des terriers (Athene cunicularia) ou Chouette des terriers est une chouette aux longues pattes adaptées à la vie dans les prairies d'Amérique du Nord et du Sud. Elle habite les prairies de la Saskatchewan et de l'Alberta au Canada, où elle est menacée. Cependant, elle abonde dans le néotropique, où on la rencontre même en milieu urbain, typiquement dans les parcs ou aux alentours des villes.

## Description
Cette chevêche possède un plumage gris-brun piqueté de blanc sur le dessus, rayé de blanc sur le ventre. Sa couleur lui permet de se dissimuler lorsqu'elle est sur le sol. Le mâle et la femelle sont semblables mais les jeunes ont la gorge de couleur chamois-rouille.
Sa tête ronde est proche de celle des hiboux, ses yeux et son bec sont jaunes. La chevêche des terriers est surtout caractérisée par la longueur de ses pattes en comparaison au corps. La queue est, par contre, plutôt courte. Cette espèce mesure environ 24 cm de la tête à la queue, pèse entre 125 et 175 grammes et peut vivre de 3 à 4 ans.

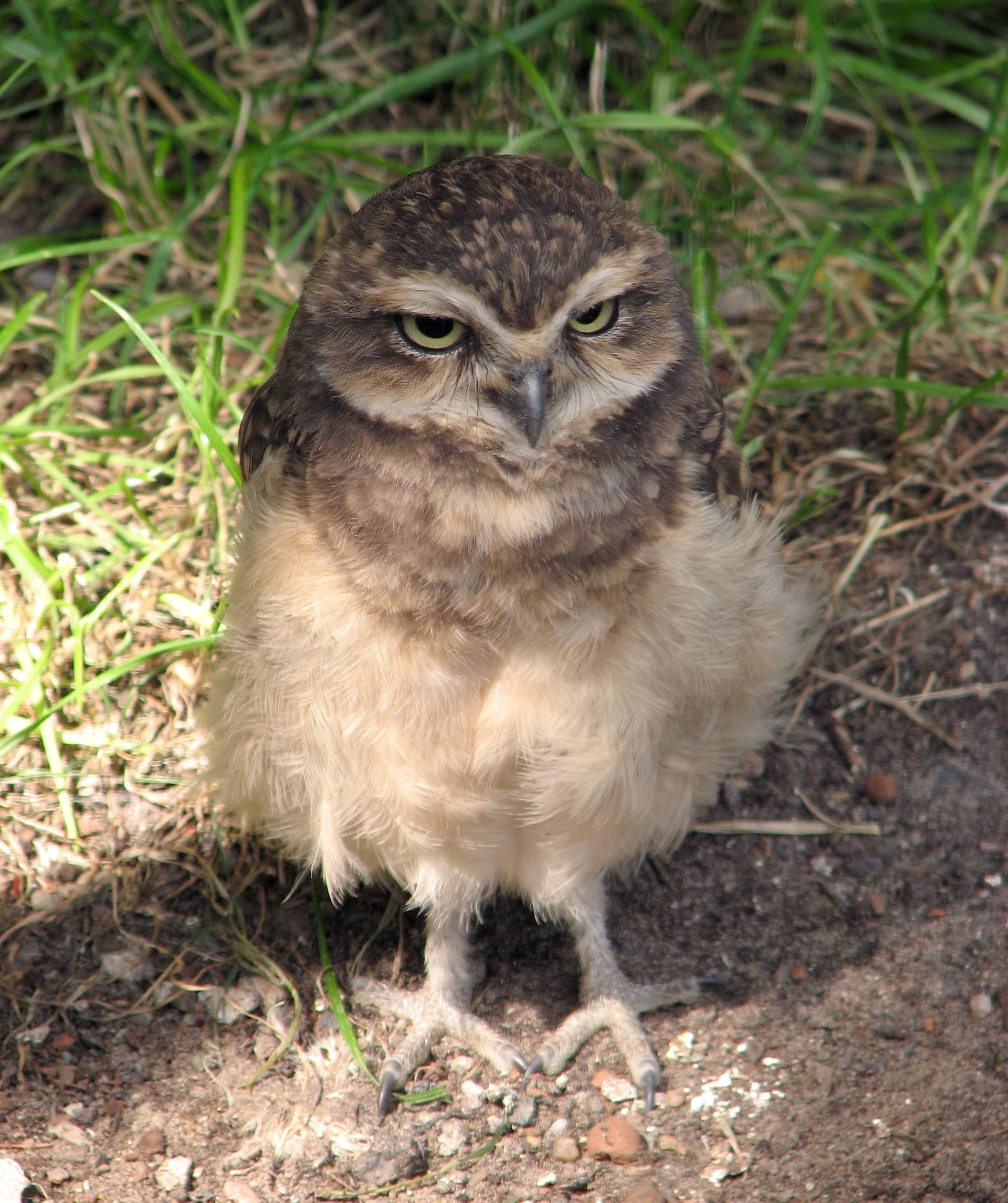
Oisillon
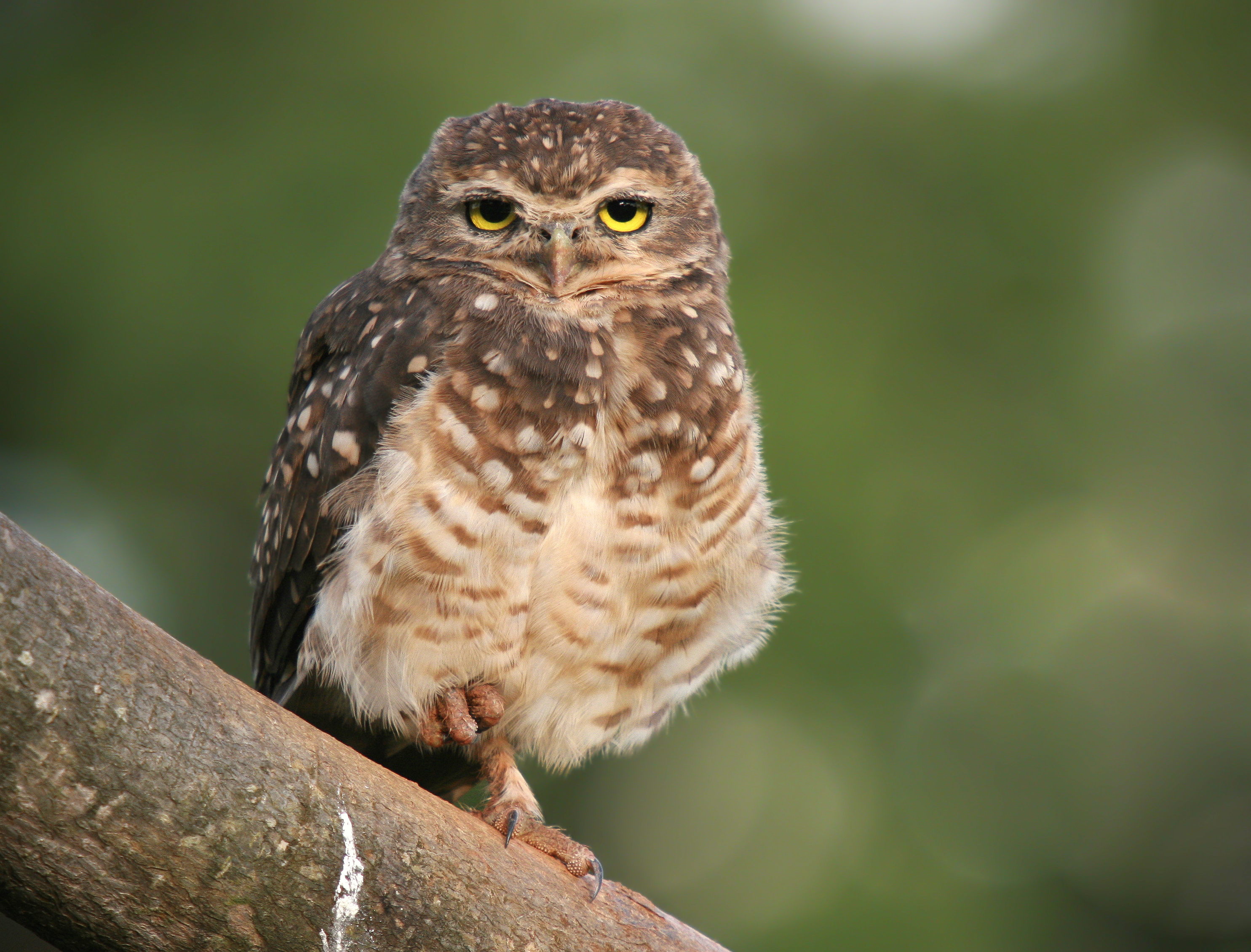
Une chevêche sur une branche
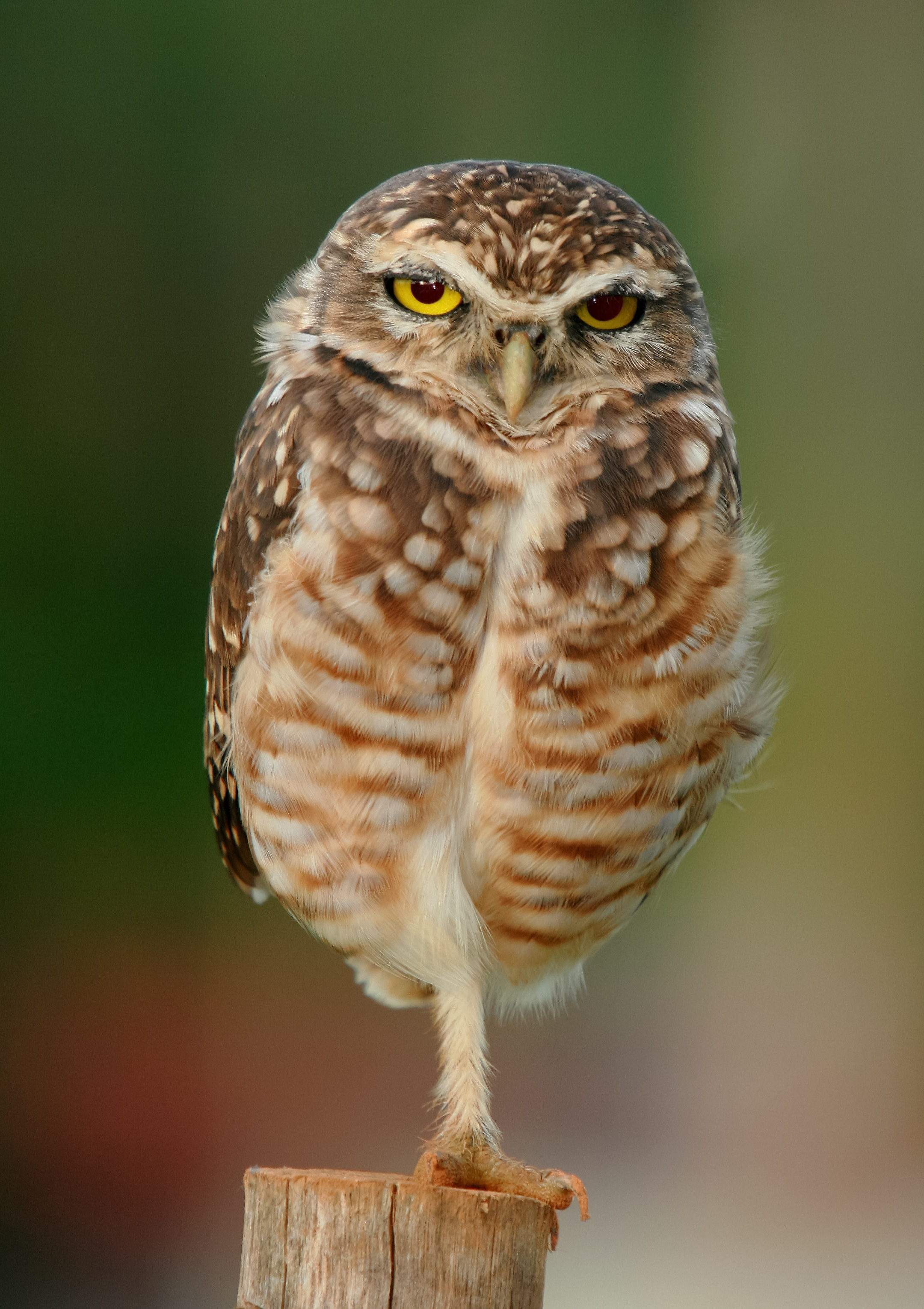
Une chevêche sur une patte
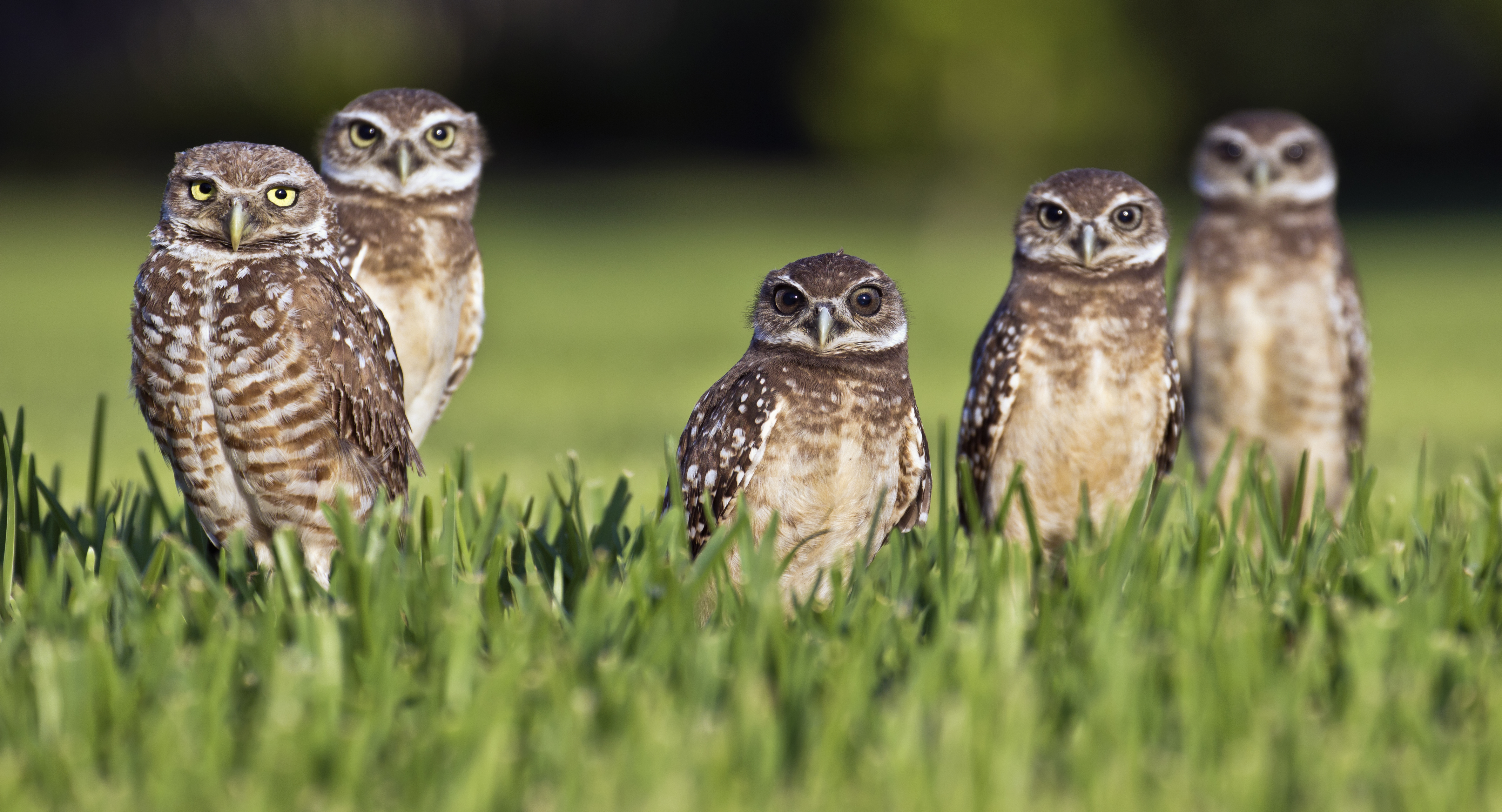
Groupe de cinq chevêches au sol

## Cri
La chevêche des terriers est plutôt silencieuse, cependant elle possède plusieurs cris :
- un « jacassement » d'avertissement ;
- un « coo-cooo » territorial, émis par les mâles pour attirer les femelles ;
- un sifflement qu'elle émet lorsqu'elle est menacée (imitation du serpent à sonnette).

## Régime alimentaire

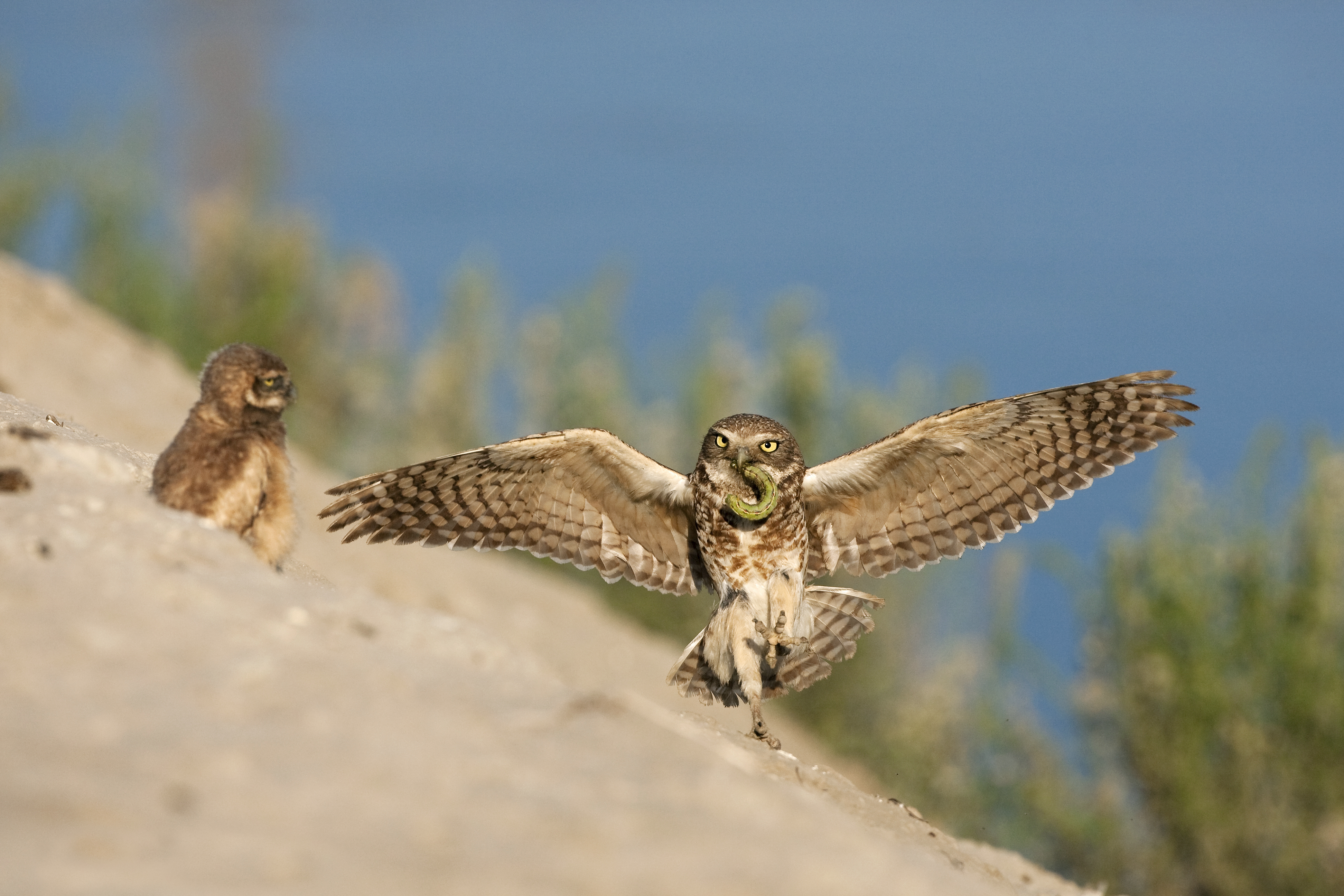
Chevêche des terriers apportant une chenille à un oisillon.

Carnivore, la chevêche des terriers se nourrit de sauterelles, de grillons, de coléoptères, de souris ou encore d'oiseaux.
Cet oiseau peut se servir d'appâts, à savoir des bouses de vache placées à l'entrée de son terrier, pour attirer les insectes coprophages dont il se nourrit. Il présente ainsi un exemple d’utilisation d'outil par un animal.

## Habitat
La Chevêche des terriers a besoin de terrains ouverts et de sols sablonneux pour creuser ses terriers et chasser ses proies. Elle se trouve souvent dans les plaines arides, les déserts, les savanes et les pâturages. Elle peut également être observée dans les jardins, les parcs et les jardins potagers lorsqu'elle est attirée par les insectes et les vers de terre. Cependant, contrairement à certaines autres espèces d'oiseaux tels que les perroquets ou les perruches, la Chevêche des terriers ne creuse généralement pas son propre terrier. Elle utilise plutôt des terriers abandonnés par d'autres animaux ou des crevasses naturelles dans le sol pour se protéger et se reproduire.

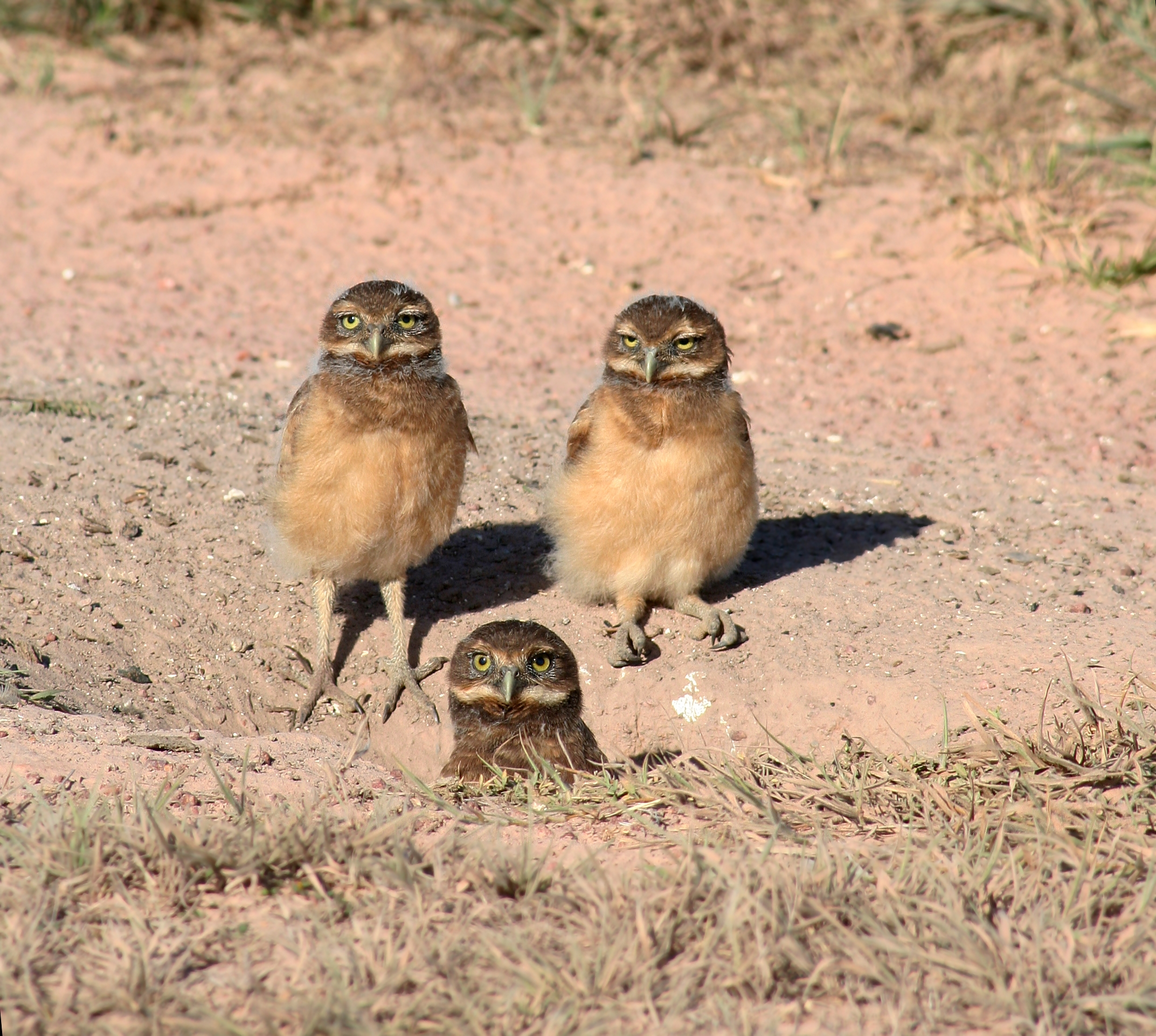
Oisillons de chevêche des terriers autour de leur terrier dans les plaines (Llanos) de l'État d'Apure (Venezuela)

## Prédateurs
Les prédateurs naturels des chevêches incluent les rapaces nocturnes tels que les chouettes et les hiboux, qui chassent principalement les jeunes Chevêches des terriers et les oisillons. Les chats domestiques et sauvages, les renards et les serpents tel que le crotale sont également connus pour attaquer les Chevêches des terriers, surtout lorsqu'elles sont vulnérables et exposées, comme lorsqu'elles sortent de leur terrier ou sont en train de se nourrir.
Elles sont également menacées par les activités humaines, comme l'urbanisation, la déforestation et l'agriculture intensive, qui peuvent détruire leur habitat naturel et perturber leur cycle de vie. En outre, la Chevêche des terriers est souvent victime de braconnage et de trafic illégal d'espèces, en raison de la demande pour ses plumes et ses œufs.

## Aire de répartition

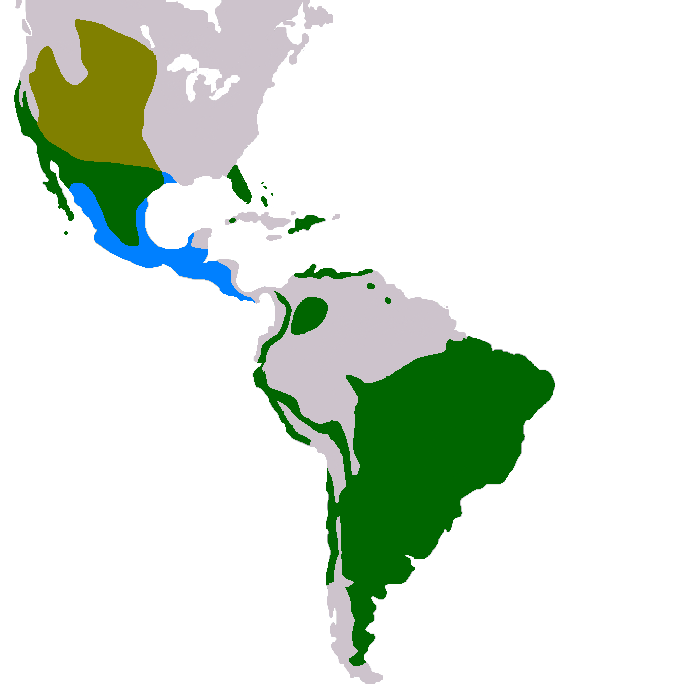
Aire de reproduction estivale
Aire d'hivernage
Aire de reproduction sédentaire

La chouette des terriers est répandue en Amérique, depuis les plaines du Saskatchewan au Canada, jusqu'au sud de l'Argentine. Elle est cependant absente de certaines parties de l'Amérique du Sud, notamment au nord-ouest du continent.

## Sous-espèces

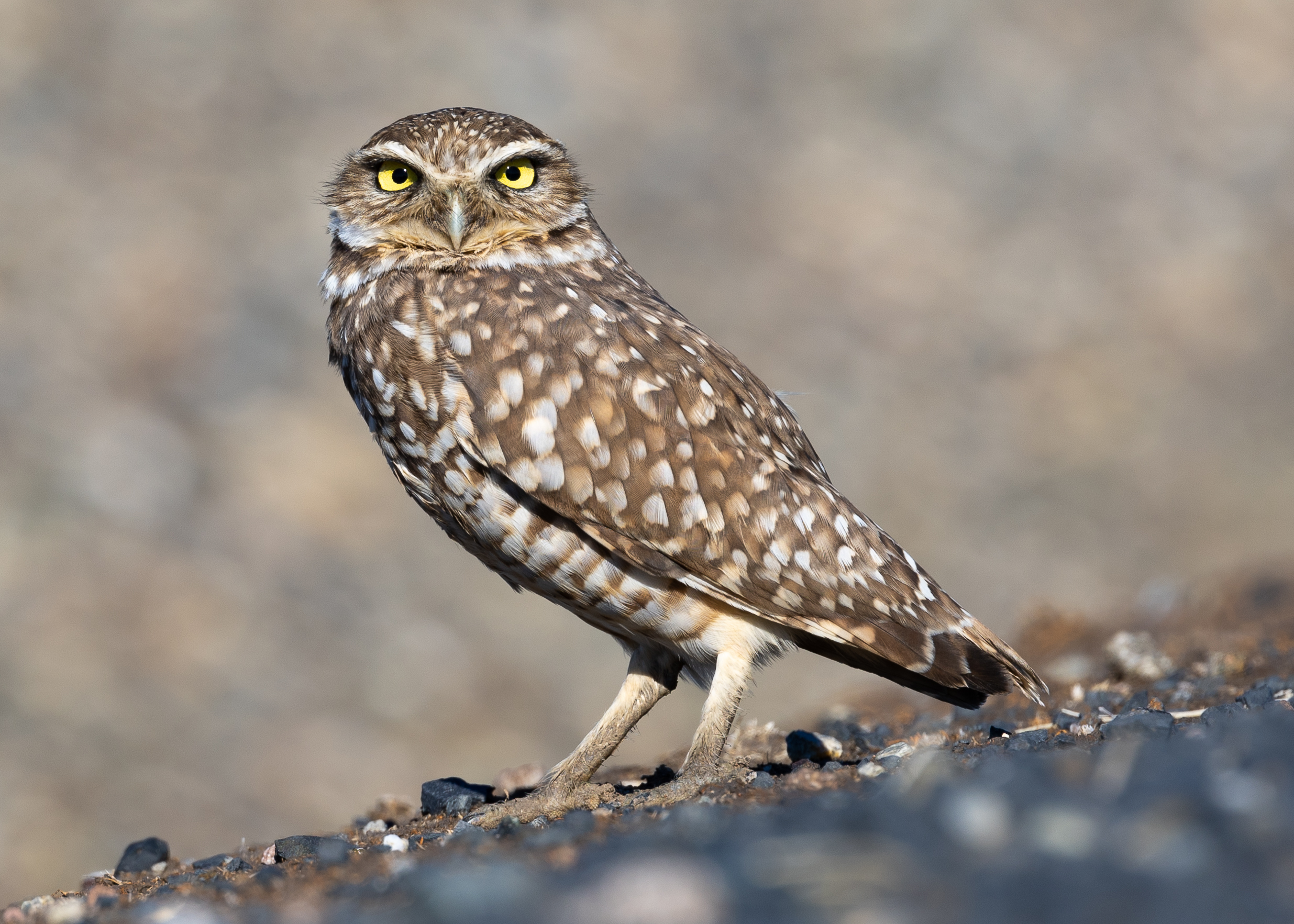
Une chevêche des terriers de la sous-espèce Athene cunicularia hypugaea près d'un fossé au bord d'un champ de riz en Californie. Décembre 2021.

D'après la classification de référence (version 14.1, 2024) de l'Union internationale des ornithologues, la Chevêche des terriers possède 18 sous-espèces (ordre philogénique) :
- Athene cunicularia hypugaea (Bonaparte, 1825) : du sud-ouest du Canada à l'ouest du Mexique ;
- Athene cunicularia rostrata (Townsend, CH, 1890) : île Clarion ;
- Athene cunicularia floridana (Ridgway, 1874) : centre et sud de la Floride, Bahamas ;
- † Athene cunicularia amaura (Lawrence, 1878) :  Antigua et Nevis ;
- † Athene cunicularia guadeloupensis (Ridgway, 1874) : Guadeloupe ;
- Athene cunicularia guantanamensis (Garrido, 2001) : Cuba ;
- Athene cunicularia troglodytes (Wetmore & Swales, 1931) : Hispaniola, île de la Gonâve et île Beata ;
- Athene cunicularia brachyptera (Richmond, 1896) : ouest et nord du Venezuela, île Margarita, Aruba ;
- Athene cunicularia minor (Cory, 1918) : centre et sud-est du Venezuela, nord du Brésil, Guyana, Guyane[4] ;
- Athene cunicularia carrikeri (Stone, 1922) : est de la Colombie ;
- Athene cunicularia tolimae (Stone, 1899) : ouest de la Colombie ;
- Athene cunicularia pichinchae (Boetticher, 1929) : ouest de l'Équateur ;
- Athene cunicularia nanodes (Berlepsch & Stolzmann, 1892) : du sud-ouest de l'Équateur au sud-ouest du Pérou et au nord du Chili ;
- Athene cunicularia juninensis (Berlepsch & Stolzmann, 1902) : du sud du Pérou à l'ouest de la Bolivie et au nord-ouest de l'Argentine ;
- Athene cunicularia boliviana (Kelso, L, 1939) : Bolivie ;
- Athene cunicularia grallaria (Temminck, 1822) : est et centre du Brésil ;
- Athene cunicularia cunicularia (Molina, 1782) : du sud de la Bolivie, du Paraguay et du sud du Brésil à la Terre de Feu ;
- Athene cunicularia partridgei Olrog, 1976 : province de Corrientes (Argentine).

Dans cette classification, Athene cunicularia apurensis (Gilliard, 1940) et Athene cunicularia arubensis (Cory, 1915) sont incluses avec A. c. brachyptera, de même Athene cunicularia intermedia (Cory, 1915) et Athene cunicularia punensis (Chapman, 1914) sont incluses avec A. c. nanodes.
Une sous-espèce a été retrouvé à l'état de fossile : Athene cunicularia providentiae Brodkorp , 1959 - Bahamas.

## Protection
L'espèce est classée « préoccupation mineure » par l'UICN.
De plus, elle est protégée par la Convention sur le commerce international des espèces de faune et de flore sauvages menacées d'extinction (CITES) , qui interdit le commerce international de cette espèce.
Au niveau national, chaque pays dispose de lois et de réglementations pour protéger la Chevêche des terriers et son habitat naturel. Par exemple, en France, elle est protégée par la loi sur la protection de la nature, qui interdit toute capture, tout commerce ou toute destruction de ses nids et de ses œufs. De plus, les zones de reproduction de la Chevêche sont souvent classées en "zone de protection spéciale" (ZPS) par l'Union européenne, afin de préserver l'habitat de cette espèce.

## Sources
- Faune et flore du pays
- La Voie VerteMC de la Région des Prairies et du Nord
- Espèces en péril